# Calle Smitt
Carl "Calle" Manuel Smitt, född 25 juni 1869 i Kungsholms församling, död 23 april 1925, var en svensk miljonär, äventyrare, direktör och byggherre. Han var son till affärsmannen Johan Wilhelm Smitt, som gjorde sig en förmögenhet i Argentina och exploaterade större delen av Kungsholmen i Stockholm.

## Biografi
Carl Smitt växte upp och studerade i Stockholm. Efter studierna reste han utomlands och när han kom hem blev han ägare till Aktiebolaget Skandinaviska Pennfabriken, som fadern grundat 1893. "Smittska pennfabriken" låg på Fridhemsgatan 18 på Kungsholmen i Stockholm. Den satsade på inhemsk tillverkning av stålpennor, men lyckades aldrig konkurrera med de större fabrikerna i England och lades ned tidigt på 1900-talet.
När fadern dog 1904 ärvde han en stor förmögenhet och gav sig in i byggbranschen. Han var byggherre för ett 20-tal hus, bland annat Fenixpalatset och Skeppsbron 44. I Skeppsbron 44 hade han sedan sin bostad i Stockholm fram tills sin död.
Han gjorde sig ett namn som äventyrare och sportsman. Han engagerade sig i Svenska Aeronautiska Sällskapet och införskaffade år 1905 luftballongen Argonaut, som blev en av föreningens tre luftballonger. Med den deltog han i tävlingar, först som passagerare och sedan som förare. Han var också intresserad av båtliv och ägde flera segeljakter, var även engagerad i isjaktssegling och motorbåtsport samt bilsport.
Han lärde känna Axel Hultman och Carl von Schewen, vilket ledde till engagemang i Pelarorden. Bland annat donerade han ett gammalt ritkontor att ha till stuga på Carl von Schewens ö Håtö Svansar, där de brukade träffas och som senare köptes av Pelarorden.
Han jordfästes i Gustav Vasa-kyrkan. Vid sin död testamenterade han bort största delen av sin förmögenhet till två därför skapade institutioner; den ena för att förbättra vägar i Stockholms skärgård och som förvaltades av Kungliga Automobilklubben och den andra för att främja havsfisket i Stockholm och Halland. Hans partner, Siva Persson med vilken han hade två döttrar, fick ärva en del men bestred också testamentet för att hon menade att hon var att betrakta som maka. Processerna tog mer än tio år. Andra större mottagare var Stockholms isjaktsklubb, en donation till behövande i Stockholm samt idrottsföreningar.
Kungliga Automobilklubben donerade bland annat Skeppsdalsvägen till Skeppsdals brygga i Österåker och stora delar av Solövägen i Norrtälje kommun, som är en stor del av vägen till Furusund.